# Campionati europei di ginnastica ritmica 2012
I Campionati europei di ginnastica ritmica 2012 sono stati la 28ª edizione della competizione continentale. Si sono svolti a Nižnij Novgorod, in Russia, dal 29 maggio al 3 giugno 2012.

## Medagliere
| Pos.   | Paese       | Oro | Argento | Bronzo | Totale |
| ------ | ----------- | --- | ------- | ------ | ------ |
| 1      | Russia      | 8   | 1       | 0      | 9      |
| 2      | Bielorussia | 1   | 7       | 0      | 8      |
| 3      | Bulgaria    | 0   | 1       | 1      | 2      |
| 4      | Azerbaigian | 0   | 0       | 3      | 3      |
| 5      | Georgia     | 0   | 0       | 2      | 2      |
| 5      | Italia      | 0   | 0       | 2      | 2      |
| 7      | Ucraina     | 0   | 0       | 1      | 1      |
| Totale | Totale      | 9   | 9       | 9      | 27     |

## Podi

### Senior
| Evento                       | Oro | Punti   | Argento | Punti   | Bronzo | Punti   |
| Completo individuale         | Evgenija Kanaeva | 118,150 | Alexandra Merkulova | 116,425 | Aliyə Qarayeva                                                                                                  | 114,850 |
| Concorso a squadre           | Russia Anastasija Bliznjuk Ul'jana Donskova Ksenija Dudkina Olga Ilina Alina Makarenko Karolina Sevast'janova           | 56,900  | Bielorussia Maryna Hančarova Anastasija Ivan'kova Natal'ja Leščyk Aljaksandra Narkevič Ksenija Sankovič Alina Tumilovič | 56,325  | Italia Elisa Blanchi Romina Laurito Marta Pagnini Elisa Santoni Anželika Savrajuk Andreea Stefanescu            | 54,875  |
| Gruppo - 5 palle             | Russia Anastasija Bliznjuk Ul'jana Donskova Ksenija Dudkina Olga Ilina Alina Makarenko Karolina Sevast'janova           | 28,800  | Bielorussia Maryna Hančarova Anastasija Ivan'kova Natal'ja Leščyk Aljaksandra Narkevič Ksenija Sankovič Alina Tumilovič | 28,050  | Bulgaria Reneta Kamberova Mihaela Maevska Tsvetelina Naydenova Elena Todorova Hristiana Todorova Katrin Velkova | 28,000  |
| Gruppo - 3 nastri + 2 cerchi | Bielorussia Maryna Hančarova Anastasija Ivan'kova Natal'ja Leščyk Aljaksandra Narkevič Ksenija Sankovič Alina Tumilovič | 28,000  | Bulgaria Reneta Kamberova Mihaela Maevska Tsvetelina Naydenova Elena Todorova Hristiana Todorova Katrin Velkova         | 27,500  | Italia Elisa Blanchi Romina Laurito Marta Pagnini Elisa Santoni Anželika Savrajuk Andreea Stefanescu            | 27,200  |

### Junior
| Evento             | Oro                                                                         | Punti   | Argento                                                     | Punti   | Bronzo                                                       | Punti   |
| Concorso a squadre | Russia Diana Borisova Jana Kudrjavceva Yulia Sinitsyna Aleksandra Soldatova | 109,850 | Bielorussia Alena Bolotina Kacjaryna Halkina Maria Kadobina | 106,550 | Georgia Gabriela Khvedelidze Salome Pazhava Sophio Pharulava | 104,325 |
| Cerchio            | Diana Borisova                                                              | 27,450  | Alena Bolotina                                              | 26,825  | Nilufar Niftaliyeva                                          | 26,600  |
| Palla              | Jana Kudrjavceva                                                            | 27,800  | Kacjaryna Halkina                                           | 26,600  | Anastasiia Mulmina                                           | 26,400  |
| Clavette           | Yulia Sinitsyna                                                             | 27,450  | Maria Kadobina                                              | 26,475  | Gabriela Khvedelidze                                         | 26,075  |
| Nastro             | Aleksandra Soldatova                                                        | 27,500  | Kacjaryna Halkina                                           | 26,775  | Gulsum Shafizada                                             | 26,325  |